# Conte Erne
Conte Erne è un titolo nobiliare inglese nella Parìa d'Irlanda.

## Storia
Il titolo venne creato nel 1789 per John Creighton, II barone Erne, che già aveva rappresentato Lifford al parlamento irlandese. Questi era già stato creato Visconte Erne, di Crom Castle nella Contea di Fermanagh, nel 1781, sempre nella Parìa d'Irlanda, e sedette dal 1800 al 1828 come rappresentante nella camera dei lords britannica. Il titolo di Barone Erne, di Crom Castle nella Contea di Fermanagh, venne creato nella Parìa d'Irlanda nel 1768 per suo padre Abraham Creighton. Il primo conte venne succeduto dal figlio primogenito, il II conte, ed alla sua morte i titoli passarono al nipote di questi, il III conte. Rappresentante irlandese dal 1845 al 1885 al parlamento, fu anche Lord Luogotenente della Contea di Fermanagh nel medesimo periodo. Nel 1876 venne creato Barone Fermanagh, di Lisnaskea nella Contea di Fermanagh, nella Parìa del Regno Unito, concedendo così ai conti la possibilità di sedere direttamente nella camera di lords. Il titolo di Baronessa Fermanagh era già stato creato nella parìa irlandese, creato per Mary Verney il 13 giugno 1792, ma si estinse con la sua morte il 15 novembre 1810.
Lord Erne cambiò il cognome di famiglia da Creighton a Crichton. Venne succeduto da suo figlio, il IV conte, il quale fu un politico conservatore e prestò servizio come Lord of the Treasury nel secondo governo di Benjamin Disraeli. Come suo padre egli fu Lord Luogotenente della Contea di Fermanagh. Suo nipote, il V conte, ebbe incarichi minori dal 1936 al 1939 nel governo di Stanley Baldwin e poi di Neville Chamberlain. Lord Erne venne ucciso nella Seconda guerra mondiale. Attualmente i titoli sono passati a suo figlio, il VI conte, che gli è succeduto appunto nel 1940 e che è Lord Luogotenente della Contea di Fermanagh dal 1986.
La sede della famiglia è al Castello di Crom, presso Newtownbutler, nella Contea di Fermanagh, nell'Irlanda del Nord.

## Baroni Erne (1768)
- Abraham Creighton, I barone Erne (circa 1700–1772)
- John Creighton, II barone Erne (1731–1828) (creato Visconte Erne nel 1781 e Conte Erne nel 1789)

## Conti Erne (1789)
- John Creighton, I conte Erne (1731–1828)
- Abraham Creighton, II conte Erne (1765–1842)
- John Crichton, III conte Erne (1802–1885)
- John Henry Crichton, IV conte Erne (1839–1914)
- John Henry George Crichton, V conte Erne (1907–1940)
- Henry George Victor John Crichton, VI conte Erne (born 1937)

L'erede apparente è il figlio dell'attuale detentore del titolo, John Henry Michael Ninian Crichton, visconte Crichton (n. 1971).